# سومباتل
سومباتل (به لاتین: Sumbatl) یک منطقهٔ مسکونی در روسیه است که در شهرستان کولینسکی واقع شده‌است.